# Ryökäsvesi och Liekune
Ryökäsvesi och Liekune är en sjö i Finland. Den ligger i kommunen Hirvensalmi i landskapet Södra Savolax, i den södra delen av landet, 190 km nordost om huvudstaden Helsingfors. Ryökäsvesi och Liekune ligger 94,7 meter över havet. Arean är 50,21 kvadratkilometer och strandlinjen är 208,68 kilometer lång. Sjön  ingår i Kymmene älvs huvudavrinningsområde. 